# 정지성 (아나운서)
정지성(1988년 6월 25일 ~ )은 대한민국 전 KBS충주방송국의 아나운서이다.

## 학력
- 광주여자고등학교 졸업
- 경희대학교 정치외교학과 학사
- 고려대학교 교육대학원 일반사회교육 입학

## 경력
- 광주MBC 스포츠 캐스터
- KBS충주방송국 아나운서

## 진행
- 광주MBC 스포츠 투데이
- KBS충주 KBS 뉴스 7
- KBS충주 KBS 뉴스 9

## 수상
- 중앙선거 방송토론 위원회 동상 수상
- 2012년 제26회 월드미스 유니버시티 한국대회 인기상